# 나츠이 루나
나츠이 루나(일본어: 夏居 瑠奈, 1995년 11월 7일 ~ )는 일본의 전직 모델, 배우이다. 과거 소속사는 스타더스트 프로모션(2007년 ~ 2017년)이다.

## 생애
도쿄도 출신으로 0세부터 3세까지 아기 모델로 활동했다. 소학교 4학년 시절에 지역 축제에서 스카우트되면서 연예계에 입문했다. 소학교 5학년 시절이던 2007년에 패션 잡지 《리본》에서 주최한 모델 오디션에서 니시모리 아이미(西森 愛美)와 함께 리본걸 그랑프리를 수상하면서 모델로 데뷔했고 패션 잡지 《Hana* chu→》의 전속 모델로 활동했다.
2010년에 TV 아사히 계열에서 방송된 슈퍼 전대 시리즈 작품인 《사무라이전대 신켄저》에서 시바 카오루(신켄 레드) 역할을 맡았으며 2011년에 TV 아사히 계열에서 방송된 슈퍼 전대 시리즈 작품인 《해적전대 고카이저》에도 시바 카오루(신켄 레드) 역할을 맡았다. 그 외에 2011년에 개봉된 영화 《천장전대 고세이저 vs. 신켄저: 에픽 온 은막》, 2013년에 개봉된 영화 《특명전대 고버스터즈 vs. 해적전대 고카이저 THE MOVIE》에서 시바 카오루(신켄 레드) 역할을 맡았다. 2017년 11월 29일에 자신의 블로그를 통해 스타더스트 프로모션과의 계약이 만료됨에 따라 연예계에서 은퇴한다고 밝혔다.